# 学校法人熊本信愛女学院
学校法人熊本信愛女学院（がっこうほうじんくまもとしんあいじょがくいん）は、熊本県熊本市にある学校法人。

## 沿革
- 1900年：ショファイユの幼きイエズス修道会のフランス人シスターであるメール・フランソワズ・デュ・ボルジアにより熊本静瑰女学校が創立。
- 1920年：熊本中央実科高等女学校設立。
- 1922年：上林高等女学校と改称（高等女学校令による設立認可）
- 1932年：上林女子商業学校開校
- 1937年：財団法人上林学園設立
- 1947年：学制改革により熊本信愛女学院と改称、新制中学校発足
- 1948年：熊本信愛女学院高等学校発足（普通科、家政科コースを含む）
- 1950年：熊本信愛女学院幼稚園開設
- 1952年：高等学校に商業科を新設
- 1953年：小学校開設
- 1955年：水俣信愛幼稚園開設
- 1957年：高等学校に保育科を開設
- 1966年：高等学校に衛生看護科を開設
- 1967年：小学校廃校
- 1977年：家政科の募集を中止
- 1978年：水俣信愛幼稚園をカノッサ修道会・大口明光学園に移管
- 1988年：保育科の募集を中止
- 1994年：衛生看護科廃止
- 2003年：普通科標準コースを全学年とも普通コースに、商業科は新1年生より情報ビジネス科に改称

## 運営学校
- 熊本信愛女学院幼稚園
- 熊本信愛女学院中学校・高等学校